# Боровлянка (Казахстан)
Боровля́нка (каз. Боровлянка) — село у складі Бородуліхинського району Абайської області Казахстану. Входить до складу Жерновського сільського округу.
Населення — 179 осіб (2021; 226 у 2009, 325 у 1999, 361 у 1989).
Національний склад станом на 1989 рік:
- росіяни — 70 %